# Thoristella oppressa
Thoristella oppressa är en snäckart som först beskrevs av Hutton 1873.  Thoristella oppressa ingår i släktet Thoristella och familjen pärlemorsnäckor. Inga underarter finns listade i Catalogue of Life.